# Winchester Modèle 1876
 (avril 2021).
La mise en forme du texte ne suit pas les recommandations de Wikipédia : il faut le « wikifier ».
Les points d'amélioration suivants sont les cas les plus fréquents :
- Les titres sont pré-formatés par le logiciel. Ils ne sont ni en capitales, ni en gras.
- Le texte ne doit pas être écrit en capitales (les noms de famille non plus), ni en gras, ni en italique, ni en « petit »…
- Le gras n'est utilisé que pour surligner le titre de l'article dans l'introduction, une seule fois.
- L'italique est rarement utilisé : mots en langue étrangère, titres d'œuvres, noms de bateaux, etc.
- Les citations ne sont pas en italique mais en corps de texte normal. Elles sont entourées par des guillemets français : « et ».
- Les listes à puces sont à éviter, des paragraphes rédigés étant largement préférés. Les tableaux sont à réserver à la présentation de données structurées (résultats, etc.).
- Les appels de note de bas de page (petits chiffres en exposant, introduits par l'outil «  Source ») sont à placer entre la fin de phrase et le point final[comme ça].
- Les liens internes (vers d'autres articles de Wikipédia) sont à choisir avec parcimonie. Créez des liens vers des articles approfondissant le sujet. Les termes génériques sans rapport avec le sujet sont à éviter, ainsi que les répétitions de liens vers un même terme.
- Les liens externes sont à placer uniquement dans une section « Liens externes », à la fin de l'article. Ces liens sont à choisir avec parcimonie suivant les règles définies. Si un lien sert de source à l'article, son insertion dans le texte est à faire par les notes de bas de page.
- La présentation des références doit suivre les conventions bibliographiques. Il est recommandé d'utiliser les modèles {{Ouvrage}}, {{Chapitre}}, {{Article}}, {{Lien web}} et/ou {{Bibliographie}}. Le mode d'édition visuel peut mettre en forme automatiquement les références.
- Insérer une infobox (cadre d'informations à droite) n'est pas obligatoire pour parachever la mise en page.

Pour une aide détaillée, merci de consulter Aide:Wikification.
Si vous pensez que ces points ont été résolus, vous pouvez retirer ce bandeau et améliorer la mise en forme d'un autre article.

Teddy Roosevelt armé de sa Winchester Modèle 1876 gravée

Le Winchester modèle 1876 fut conçu pour convaincre les  membres de l'Etat Major de l’US Army qui jugeait  le .44-40 du modèle 1873 trop faible par rapport  à la cartouche réglementaire de .45-70 Government . L'apparition de la Winchester Modèle 1886 dotée du robuste mécanisme inventé par John Moses  Browning capable de résister aux cartouches à poudre vive les plus puissantes sonna la fin de ce modèle.

## Présentation
De 1876 à 1898, près, de  63900 Winchester 1876 sortirent des usines de la sous la forme d’une  carabine de chasse (canon de 0,71 à 0,76 m), d’un mousqueton polyvalent (canon de 0,56 m), ou d’un fusil de guerre (canon de 0,81 m). Mais seules les versions de chasses et le mousqueton se vendirent réellement respectivement aux chasseurs de gros gibiers (comme Theodore Roosevelt) et à quelques service de police dont la Police montée canadienne qui en assurèrent la postérité. En effet, 1 346 armes de ce modèle (ne recevant pas de baïonnette) furent utilisées par la Police Montée de 1878 à 1914. Cette  Winchester 1876 connut aussi les dernières Guerres apaches dans les mains de Geronimo. Enfin, quelques 1876 rejoignirent les râteliers des  célèbres Texas Rangers mais les policiers US lui préférèrent la Winchester 94.

## Fiche technique de la M1876 version chasse
- Calibre : 40-60 WCF/45-60 WCF/45-75 WCF/50-95 Express
- Longueur du canon : 71, 76 ou 81 cm
- Longueur totale du fusil  : 127 cm (avec le canon de 76 cm)
- Masse du fusil vide : 4,2 kg
- Capacité du magasin : 12 coups (6 coups pour le modèle canon de 71 cm)

## Fiche technique de la M1876 adoptée par la Police montée
- Munition : .45-75 WCF.
- Longueur totale : 107 cm.
- Longueur du canon : 0,56 m.
- Masse du mousqueton vide : 3,740 kg.
- Capacité du magasin : 8 cartouches.

## Sources
Cette notice est issue de la lecture des revues spécialisées et monographies de langue française suivantes :
- J.C ALLADIO, La Winchester, éditions du Guépard, Paris, 1981.
- Y.L. CADIOU, La Légende Winchester, éditions du Portail, 1991.